# David Keith
David Lemuel Keith, född 8 maj 1954 i Knoxville, Tennessee, är en amerikansk skådespelare, regissör, sångare och kompositör.

## Filmografi
- 1978 – Gänget och jag (TV-serie) (1 avsnitt)
- 1979 – The Rose
- 1981 – Nu skiter jag i det här jobbet
- 1982 – En officer och gentleman
- 1984 – Eldfödd
- 1986 – Tracys hämnd
- 1988 – Heartbreak Hotel
- 1990 – The Two Jakes
- 1994 – Ernest Goes to School
- 1995 – Indianen i skåpet
- 2000 – Martial Law (TV-serie) (1 avsnitt)
- 2000 – Men of Honor
- 2000 – U-571
- 2000 – Walker, Texas Ranger (TV-serie) (1 avsnitt)
- 2001 – Behind Enemy Lines
- 2001 – Law & Order: Special Victims Unit (TV-serie) (1 avsnitt)
- 2003 – Daredevil
- 2004 – NCIS (TV-serie) (1 avsnitt)
- 2004 – Raise Your Voice
- 2005 – Law & Order: Criminal Intent (TV-serie) (1 avsnitt)
- 2006 – Bottoms Up
- 2008 – CSI: Miami (TV-serie) (2 avsnitt)
- 2011–2019 – Hawaii Five-0 (TV-serie) (4 avsnitt)
- 2011 – Nikita (TV-serie) (1 avsnitt)